# Géderlak
Géderlak község Bács-Kiskun vármegye Kalocsai járásábán.

## Fekvése
A település a Kalocsai-Sárköz északnyugati peremén, a Duna bal partján fekszik. Belterülete 110 hektár, a hozzá tartozó külterület 1700 hektár. Kalocsa városától 16, Dunapataj nagyközségtől 9 kilométerre fekszik. Közigazgatási területe két, egymással nem érintkező részre oszlik, a faluközpont a nagyobbik részben található, a jóval kisebb, hozzávetőleg 3 négyzetkilométernyi keleti (az 51-es főúton túl elterülő) rész lényegében lakatlan.

### Megközelítése
Közigazgatási területét egy rövid szakaszon érinti az 51-es főút is, de a központján csak az abból kiágazó, Dunapatajtól Kalocsáig húzódó 5106-os út húzódik végig; a paksi (dunakömlődi) révátkelő felé pedig az 51 347-es számú mellékút indul a faluból, északnyugati irányban.
Vasútvonal nem érinti, bár egykor a községen keresztül tervezték elvezetni a Dunapataj–Kalocsa–Baja-vasútvonalat.

## Története
1121-ben Franciaországból (Premantré völgyéből) hazánk területére szerzetesek, papok kerültek a kalocsai érsekséghez. Ezek a szerzetesek, papok az érsekséghez tartozó GEDIR dombjára építették a prépostságot, melynek maradványait a mai templom alapozásakor megtalálták.
Géderlak kb. 1775 körül két település, Gedír és Lak községből jött létre. (Gedír a jelenlegi település helyén, Lak viszont a Duna mellett a Zádori-rév közelében volt.)
A folyó rendszeres áradásai viszont elpusztították Lakot, s át kellett települnie az úgynevezett Gedír dombra és így jött létre a mai falu először Újlak, majd Géderlak néven. Az otthagyott Lak község helyét Pusztalaknak nevezték el, és a mai napig is így hívják. Géder viszont már 1294 előtt is létezett az ócsai prépostság filiája volt. 1529-ben az erre vonuló török csapatok a Géder községet elpusztították. A falu és a monostor végleg nem tűnt el a föld színéről, a fennmaradt romokban az emléke tovább él.
A 17. században Géder 350 házzal nagyközségnek számított 1800 római katolikus vallású lakosával. Érintette a vidéket a Rákóczi-szabadságharc is. 1704 nyarán a vidéken tartózkodott Rákóczi csapataival. Ennek emlékét az Ordasi legenda őrzi.
A településnek 1762-ben már iskolája volt. 1831. augusztus elején kolerajárvány söpört végig a falun, amelynek hetvenen estek áldozatul.
1862. február elején megáradt a Duna, és a nagy jeges ár elpusztította, elsöpörte az épületek nagy részét. A jég hamarosan elvonult, de az ezt követő években nagy volt az éhínség. Végül a kormány 1866-ban megsegítette az itt élő népet.
A település történetében az első világháborújg nyugodt időszak volt, akkor 57-en haltak meg, emléküket a templom előtti emlékmű őrzi. A második világháborúban a községet érintő harcok 1944. október 31-én fejeződtek be. 28-an haltak meg, emléküket a templom falába elhelyezett emléktábla őrzi.
A háború után alakult ki a tanyarendszer, így a Zádori-tanya, Bertók-tanya, Csiri-tanya, Nagy-Tóth-tanya stb. Az itt élő lakosság magángazdálkodást folytatott, általában zöldségfélék termesztésével foglalkozott. Ekkor alakult ki a batyuzós kereskedelem, amely sokáig élt.
1954. április 18-án tűzvész pusztított a faluban, és hat lakóház megsemmisült. Az idősebb korosztály a jelenlegi Tavasz utcát még mai is „Égett utcának” nevezi. Az
1960-as és 1970-es évek meghatározók voltak a község fejlődése szempontjából.
Ebben az időszakban vezetékes ivóvízrendszer, Tsz-székház, Egészség Ház, és Művelődési Ház épült.
A lakosság túlnyomó többsége mezőgazdasággal, állattenyésztéssel foglalkozik. Nagyobb meghatározó vállalat, vállalkozás a faluban nincs.
4-5 közepes méretű vállalkozás bontogatja szárnyait.
A lakosság élelmiszerrel és egyéb árucikkel történő ellátása jó, a településen több élelmiszer és egyéb bolt működik. A dunai kompátkelés biztosított, a Duna-part strandolásra alkalmas. Katolikus általános iskolája, óvodája, valamint egészségügyi intézményrendszere van. A településen bölcsöde működik.
Az ezredfordulóra és azóta is folyamatosan fejlődik:
- a település teljes úthálózata szilárd útburkolattal rendelkezik
- 1000 m²-es Sportcsarnok
- 50 személyes óvoda
- Patika
- bölcsöde
- Megvalósult földgázprogram
- Millenniumi Emlékpark, mely ma már Szent László tér
- Felújított, hőszigetelt, napelemmel ellátot intézmények
- Rendezett temető, sportpálya stb.
- A szennyvízprogram befejeződött

Az általános iskola rendelkezik:
- sportcsarnokkal
- számítástechnikai laborral
- angol nyelv oktatásával
- 2000-től részképesség fejlesztő tevékenységgel
- 2023-tól Örökös Ökoiskola

1997. január 1-jétől Ordas községgel Géderlak székhellyel Körjegyzőség alakult, majd 2008. január 1-jétől csatlakozott Uszód község a körjegyzőséghez. 2023-ban Dunaszentbenedek is tagja a körjegyzőségnek.
1997. szeptember 1-jétől Ordas községgel oktatási társulás jött létre. A gyermeklétszámok alakulása miatt 2007. augusztus 1-jétől Dunapataj nagyközséggel és Ordas községgel Oktatási Társulást hoztak létre. 2020 óta a település általános iskoláját és óvodáját a Kalocsai Egyházmegye tartja fenn.
A település tiszta, ápolt.
A „Virágos Magyarországért” pályázaton 1988-ban elnyerte a Gazdasági Minisztérium Különdíját.
2000-ben Bács-Kiskun megyei Önkormányzati Hivatal különdíját kapta.
2001-ben a „Virágos Magyarországért” környezetszépítő versenyen falu kategóriában az országos első helyet érte el.
2002-ben, Magyarországon elsőként, az „Európai Virágos Városok és Falvak” versenyén aranyérmet szerzett Magyarországnak.
2002-ben a Magyar Köztársaság Belügyminisztériuma a településvédelem és településszépítés területén végzett kimagasló színvonalú eredményes tevékenysége elismeréséül Kós Károly-díjat adományozott, és elnyerte az „Év Faluközpontja” kitüntető címet is.
2004-ben a Bács-Kiskun Megyei Önkormányzat által meghirdetett „Tiszta Falvak – Szép Környezet” versenyen Géderlak I. helyezést ért el.

## Közélete

### Polgármesterei
- 1990–1994: Sill László (független)[3]
- 1994–1998: Sill László (független)[4]
- 1998–2002: Sill László (független)[5]
- 2002–2006: Sill László (független)[6]
- 2006–2010: Sill László (független)[7]
- 2010–2014: Katona György (független)[8]
- 2014–2019: Katona György (független)[9]
- 2019–2024: Katona György (független)[10]
- 2024– : Nagy László (független)[1]

## Népesség
A település népességének változása:
| Lakosok száma | 1020 | 1004 | 989  | 955  | 864  | 864  | 859  |
|               | 2013 | 2014 | 2018 | 2021 | 2022 | 2023 | 2024 |

A 2011-es népszámlálás során a lakosok 92,3%-a magyarnak, 2,1% cigánynak, 0,5% németnek mondta magát (17,7% nem nyilatkozott; a kettős identitások miatt a végösszeg nagyobb lehet 100%-nál). A vallási megoszlás a következő volt: római katolikus 67,2%, református 7,1%, evangélikus 0,5%, felekezeten kívüli 3,6% (21,5% nem nyilatkozott).
2022-ben a lakosság 89,9%-a vallotta magát magyarnak, 1,3% cigánynak, 0,6% németnek, 0,1% horvátnak, 0,1% bolgárnak, 1,5% egyéb, nem hazai nemzetiségűnek (10% nem nyilatkozott; a kettős identitások miatt a végösszeg nagyobb lehet 100%-nál). Vallásuk szerint 52,1% volt római katolikus, 5,6% református, 0,2% evangélikus, 0,1% görög katolikus, 0,8% egyéb keresztény, 2,4% egyéb katolikus, 7,5% felekezeten kívüli (31,3% nem válaszolt).

## Nevezetességei
- Szent László tér
- Szent László római katolikus templom
- Kobolya horgásztó
- Dunaparti ártéri erdő